# Feuervorbehalt
Feuervorbehalt ist ein militärischer, taktischer Begriff aus der Befehls- und Kommandosprache, mit dem ein militärischer Führer anordnet, dass die Truppe das Feuer nur mit seiner Erlaubnis eröffnen darf.
Feuervorbehalt gehört neben dem Feuerauftrag und der Feuerzusammenfassung zu den Begriffen der Feuerleitung.
Der taktische Zweck des Feuervorbehalts ist fast immer, die eigene Stellung so lange wie möglich vor feindlicher Entdeckung zu schützen. Er kann für ganze Teileinheiten oder einzelne Waffen gelten. Gilt er für einzelne Waffen, werden diese auch als Schweigewaffe bezeichnet. Der Feuervorbehalt wird durch Feueraufträge (jeder Schütze schießt nach eigenem Ermessen) oder Feuerkommandos (die angesprochenen Schützen schießen auf Kommando) beendet.